# Triple D
Triple D tên thật là Dương Đại Dương. Anh được biết đến là một trong những thành viên của nhóm hip hop đình đám của Hà Nội – SpaceSpeakers. - Triple D đã khẳng định bản lĩnh riêng của mình trong vai trò: nhạc sĩ, producer cho đến DJ. Anh là nghệ sỹ tiêu biểu cho bối cảnh âm nhạc đa dạng của thành phố kết hợp giữa nhạc điện tử và chất liệu văn hoá truyền thống .
Anh ấy luôn thúc đẩy sự đổi mới trong âm thanh và khả năng chơi nhạc điêu luyện, TRIPLE D đã biểu diễn tại các lễ hội lớn Boiler Room, Ultra Music Festival... với các nghệ sĩ như Skrillex, Deadmau5, Marshmello, Yellow Claw, TroyBoi
Các sản phẩm âm nhạc của TRIPLE D đã đạt được thành tích nổi bật với độ phủ sóng cao trên các nền tảng phát trực tuyến. Đặc biệt, các sản phẩm đã đạt hơn 200 triệu lượt xem. Sản phẩm tiêu biểu : Lạc Trôi , Talk To Me, Canh Ba, Keep Cầm Ca EP.
1. ↑  "Facebook". www.facebook.com (bằng tiếng Phần Lan). Bản gốc lưu trữ ngày 16 tháng 3 năm 2021. Truy cập ngày 19 tháng 8 năm 2025.